# Troy Ruttman
Troy Ruttman (Mooreland, Oklahoma, 11 de marzo de 1930-Lake Havasu City, Arizona, 19 de mayo de 1997) fue un piloto de automovilismo estadounidense. Ganó la Indianapolis 500 de 1952 con un Kuzma, cuando era parte del Campeonato Nacional de la AAA y del Campeonato de Fórmula 1.
Esta victoria lo convirtió en el ganador más joven de dicha carrera hasta el momento (22 años y 80 días), y el ganador más joven de un Gran Premio de F1 durante más de 50 años, hasta la victoria de Fernando Alonso en 2003.
Murió a los 67 años de edad, tras ser diagnosticado de cáncer de pulmón.

## Resultados

### Fórmula 1
(Clave) (negrita indica pole position) (cursiva indica vuelta rápida)

| Año         | Escudería                  | 1   | 2       | 3       | 4       | 5   | 6      | 7   | 8       | 9   | 10  | 11  | Pos. | Puntos |
| ----------- | -------------------------- | --- | ------- | ------- | ------- | --- | ------ | --- | ------- | --- | --- | --- | ---- | ------ |
| 1950        | Bowes Racing Inc.          | GBR | MON     | 500 15  | SUI     | BEL | FRA    | ITA |         |     |     |     | NC   | 0      |
| 1951        | Christopher J.C. Agajanian | SUI | 500 Ret | BEL     | FRA     | GBR | GER    | ITA | ESP     |     |     |     | NC   | 0      |
| 1952        | Christopher J.C. Agajanian | SUI | 500 1   | BEL     | FRA     | GBR | GER    | NED | ITA     |     |     |     | 7º   | 8      |
| 1954        | Eugene A Casaroll          | ARG | 500 4‡  | BEL     | FRA     | GBR | GER    | SUI | ITA     | ESP |     |     | 23º  | 1.5    |
| 1955        | Novi Racing                | ARG | MON     | 500 DNQ | BEL     | NED | GBR    | ITA |         |     |     |     |      |        |
| 1956        | John Zink                  | ARG | MON     | 500 Ret | BEL     | FRA | GBR    | GER | ITA     |     |     |     | NC   | 0      |
| 1957        | John Zink                  | ARG | MON     | 500 Ret | FRA     | GBR | GER    | PES | ITA     |     |     |     | NC   | 0      |
| 1958        | J.C. Agajanian             | ARG | MON     | NED     | 500 DNQ |     |        |     |         |     |     |     | NC   | 0      |
| 1958        | Scuderia Centro Sud        |     |         |         |         | BEL | FRA 10 | GBR | GER DNS | POR | ITA | MAR | NC   | 0      |
| 1960        | John Zink                  | ARG | MON     | 500 Ret | NED     | BEL | FRA    | GBR | POR     | ITA | USA |     | NC   | 0      |
| Referencia: |                            |     |         |         |         |     |        |     |         |     |     |     |      |        |